# Rhacochelifer henschii
Rhacochelifer henschii es una especie de arácnido del orden Pseudoscorpionida de la familia Cheliferidae.

## Distribución geográfica
Se encuentra en los territorios que antes se llamaban Yugoslavia.